# Shopee
Shopee Pte. Ltd., яка веде бізнес як Shopee, — сінгапурська багатонаціональна технологічна компанія, що спеціалізується на електронній комерції. Це дочірня компанія Sea Limited, заснована у 2015 році.
Станом на 2021 рік Shopee вважається найбільшою платформою електронної комерції в регіоні Південно-Східної Азії з 343 мільйонами відвідувачів на місяць. Платформа також обслуговує споживачів та продавців у країнах Східної Азії та Латинської Америки.

## Історія
У лютому 2015 року в Сінгапурі було запущено Shopee — мобільний маркетплейс, на якому користувачі можуть переглядати, купувати та продавати товари. Платформа, що базується на легких активах, інтегрована з логістичною та платіжною підтримкою, і претендує на те, щоб зробити онлайн-покупки простими та безпечними як для покупців, так і для продавців.
Платформа на основі додатків запустила веб-сайт, щоб конкурувати з іншими компаніями електронної комерції, такими як Coupang, Lazada, Tokopedia та AliExpress. Щоб диференціювати себе, Shopee пропонує безпеку онлайн-покупок за допомогою власної служби ескроу під назвою Shopee Guarantee, яка може бути використана для утримання платежів від продавців, поки покупці не отримають свої замовлення.
3 вересня 2019 року Shopee офіційно відкрила свою шестиповерхову регіональну штаб-квартиру в Сінгапурському науковому парку. Нова будівля має площу 244 000 квадратних футів (22 700 м2), де можуть працювати 3 000 співробітників, що в шість разів більше, ніж попередня штаб-квартира Shopee в Ascent Building. Будівля була орендована WeWork до того, як її передали Shopee.
Shopee ще не став прибутковим, попри збільшення валового прибутку в першій половині 2022 року порівняно з аналогічним періодом минулого року, що пояснюється швидшим зростанням комісійних за транзакції та доходу від реклами. У поєднанні зі зростанням інфляції та процентних ставок, а також невдачами в планах інтернаціоналізації, Shopee звільнив персонал на багатьох ринках у червні 2022 року, включаючи працівників з Індонезії, Таїланду та В'єтнаму. Також повідомлялося про скорочення в ShopeePay і ShopeeFood.
15 вересня 2022 року генеральний директор Sea Форрест Лі надіслав усім співробітникам службову записку, в якій виклав заходи зі скорочення витрат, що їх має вжити компанія для досягнення «самодостатності». Заходи включають обмеження на бізнес-витрати, а топ-менеджери Shopee також тимчасово відмовляться від компенсацій. Також було оголошено про черговий раунд скорочення робочих місць, який торкнувся працівників у Сінгапурі, Індонезії та Китаї.